# 羅馬大猶太會堂
羅馬大猶太會堂（義大利語：Tempio Maggiore di Roma）是羅馬最大的猶太會堂。 

## 歷史
羅馬的猶太人社區的歷史可以追溯至西元前2世紀。當時羅馬共和國和猶大·馬加比領導的猶地亞結盟。許多猶太人從猶地亞來到羅馬。隨著地中海貿易的繁榮，羅馬的猶太人人口在之後的數世紀增加。在經過於西元63年至135年發生在猶地亞的猶太-羅馬戰爭之後，大量猶太人被以奴隸身份帶到羅馬。

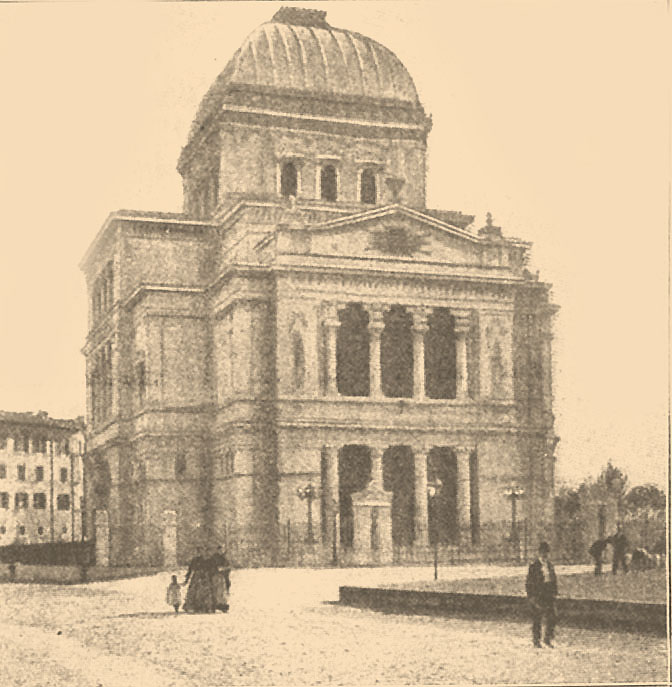
竣工數年後的羅馬大猶太會堂

現在的猶太會堂修建於1870年意大利統一後不久。當時義大利王國佔領了羅馬，教皇國不再存在。羅馬隔都被拆除，猶太人獲得了公民權。之前的隔都猶太會堂被拆除，猶太人社區開始計劃修建一座新且壯觀的建築。
1986年4月13日，教宗若望保祿二世突然訪問大猶太會堂。這也是早期天主教會以來第一次有記錄的教宗訪問猶太會堂。他和羅馬首席拉比埃利奧·托夫一同祈禱。2010年，拉比里卡多·迪塞尼接待教宗本篤十六世訪問猶太會堂。教宗方濟各在2016年1月17日訪問了猶太會堂。在方濟各訪問猶太會堂時，他譴責所有借上帝之名的暴力行為。方濟各多次重複若望保祿二世的發言，稱猶太人是基督徒的「長兄」。
羅馬大猶太會堂在2004年迎來了百年誕辰。除了宗教場所的職能之外，羅馬大猶太會堂也是羅馬猶太社區和文化和組織中心。猶太會堂亦設有羅馬首席拉比的辦公室，以及羅馬猶太人博物館。

## 設計
猶太會堂由文森佐·科斯塔和奧斯瓦爾多·阿瑪尼設計，修建於1901年至1904年。羅馬大猶太會堂位於台伯河沿岸，俯瞰舊隔都地區。建築包括了亞述-巴比倫、古埃及、希臘-羅馬建築元素。建築的折衷主義風格令其十分醒目。猶太人社區當時有意選擇這種引人注目的設計，以作為他們獲得自由的有形象徵，並且可以從城市的多個地方看見。猶太會堂的鋁質圓頂是羅馬唯一的方形圓頂，使得這座建築極易被識別。會堂內部的裝飾華麗，按新藝術運動風格裝飾。

## 畫廊

### 猶太會堂建築

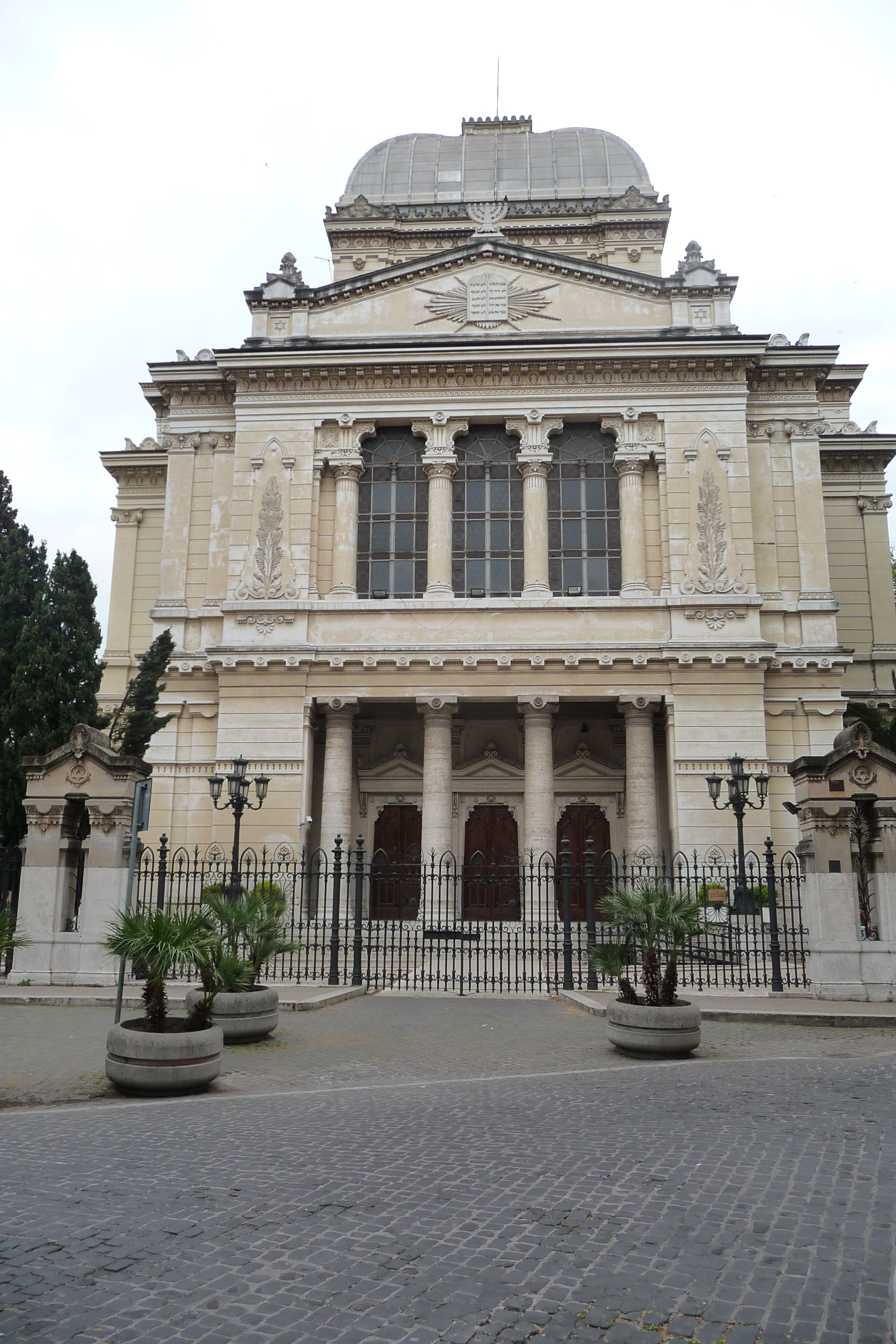
猶太會堂的正面
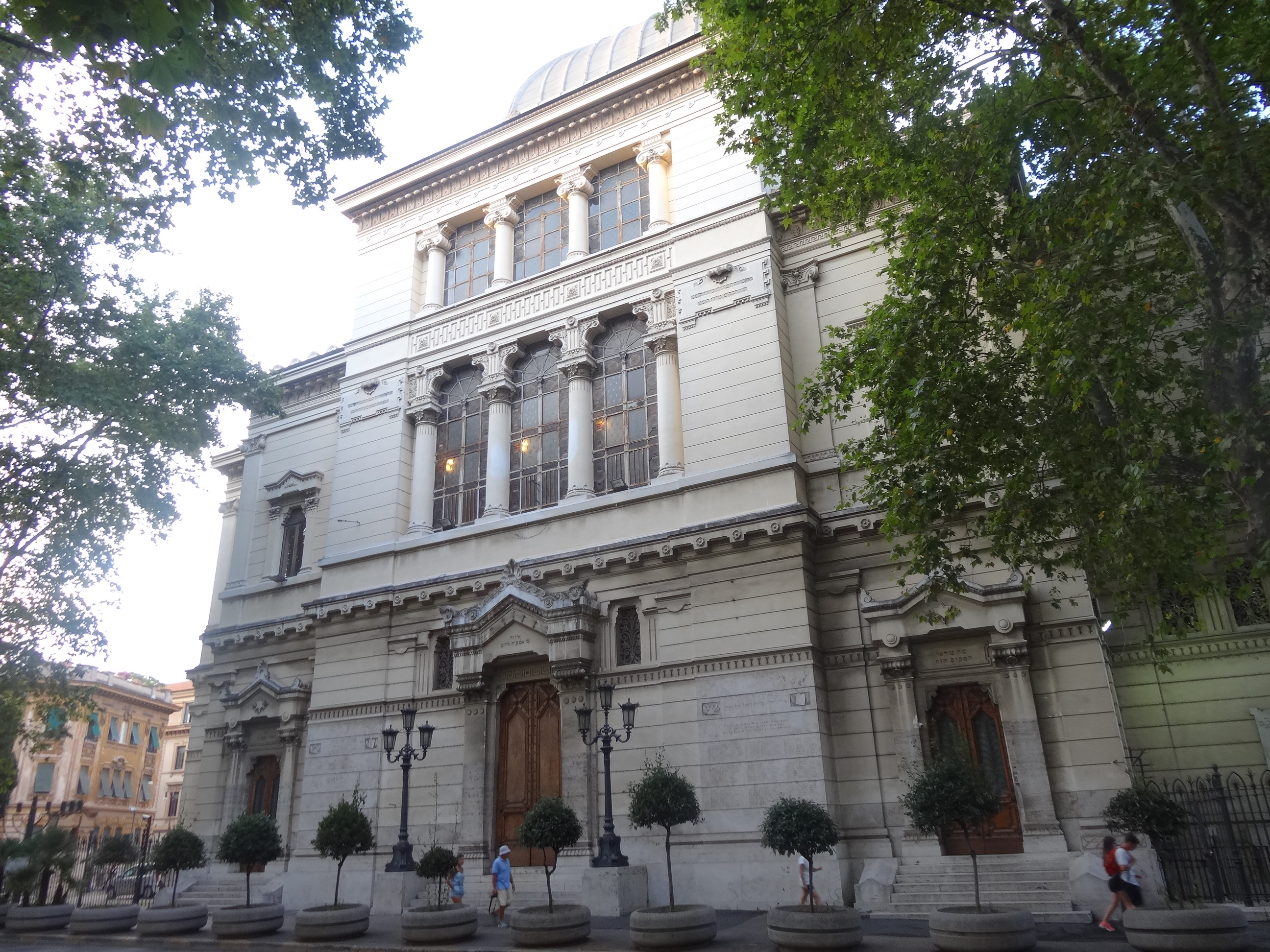
建築側面
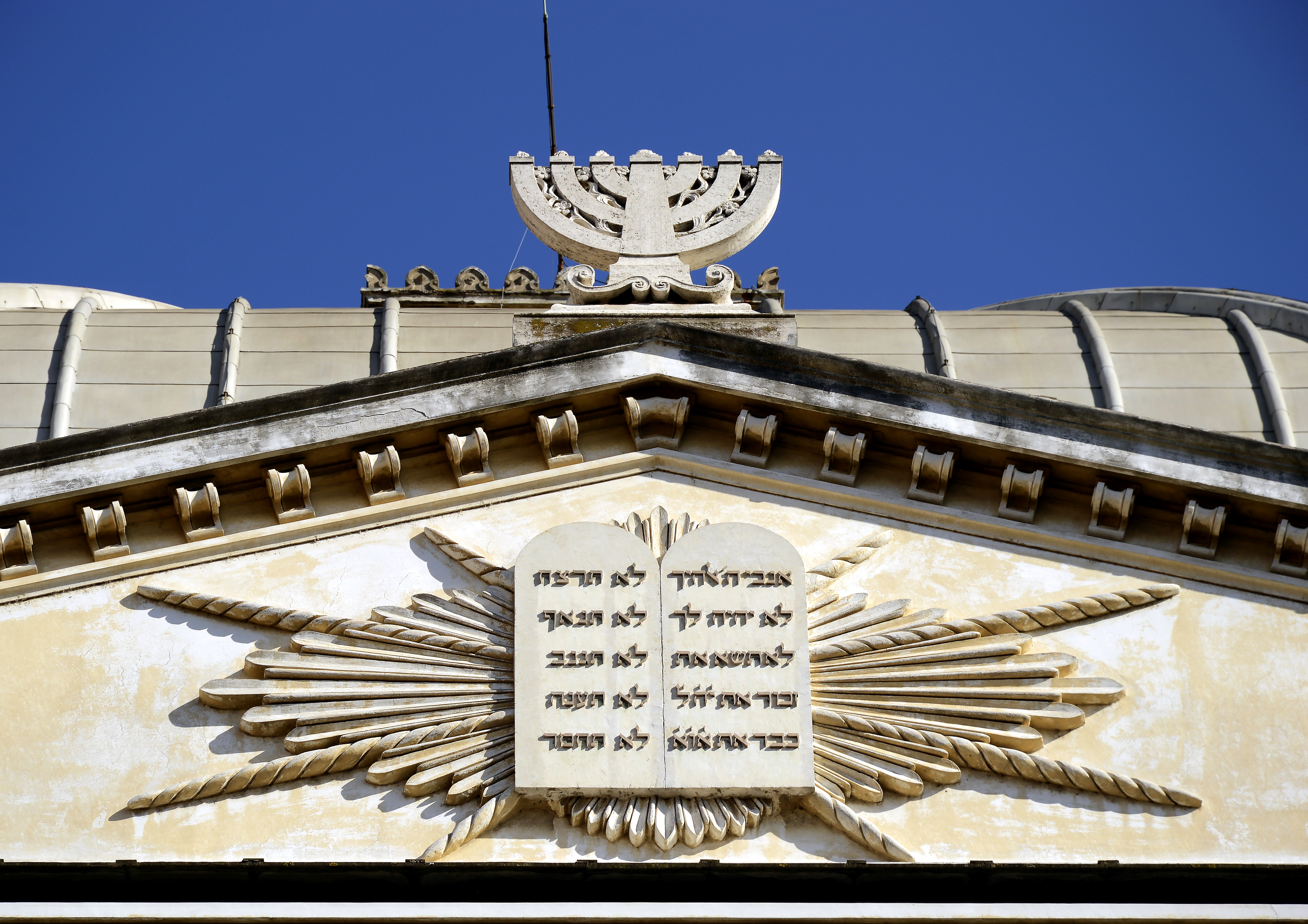
正面裝飾細節，刻有猶太教燈臺和十誡石板（英语：Tables of the Law）
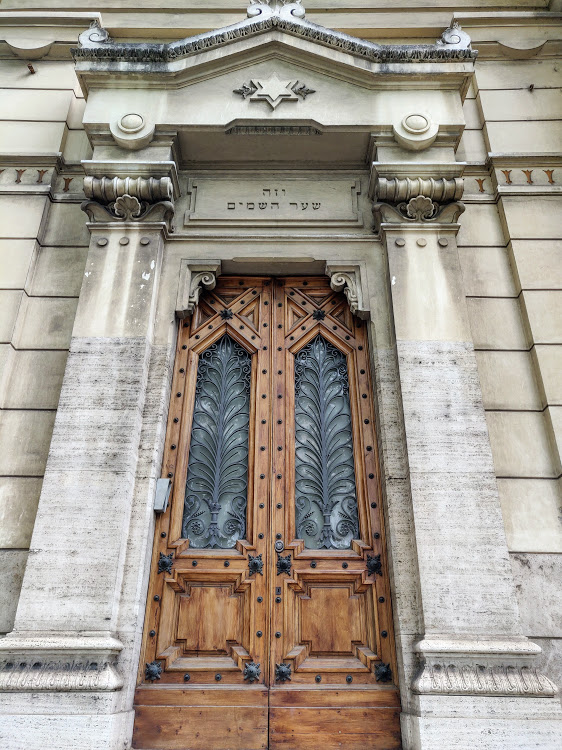
猶太會堂的木門之一
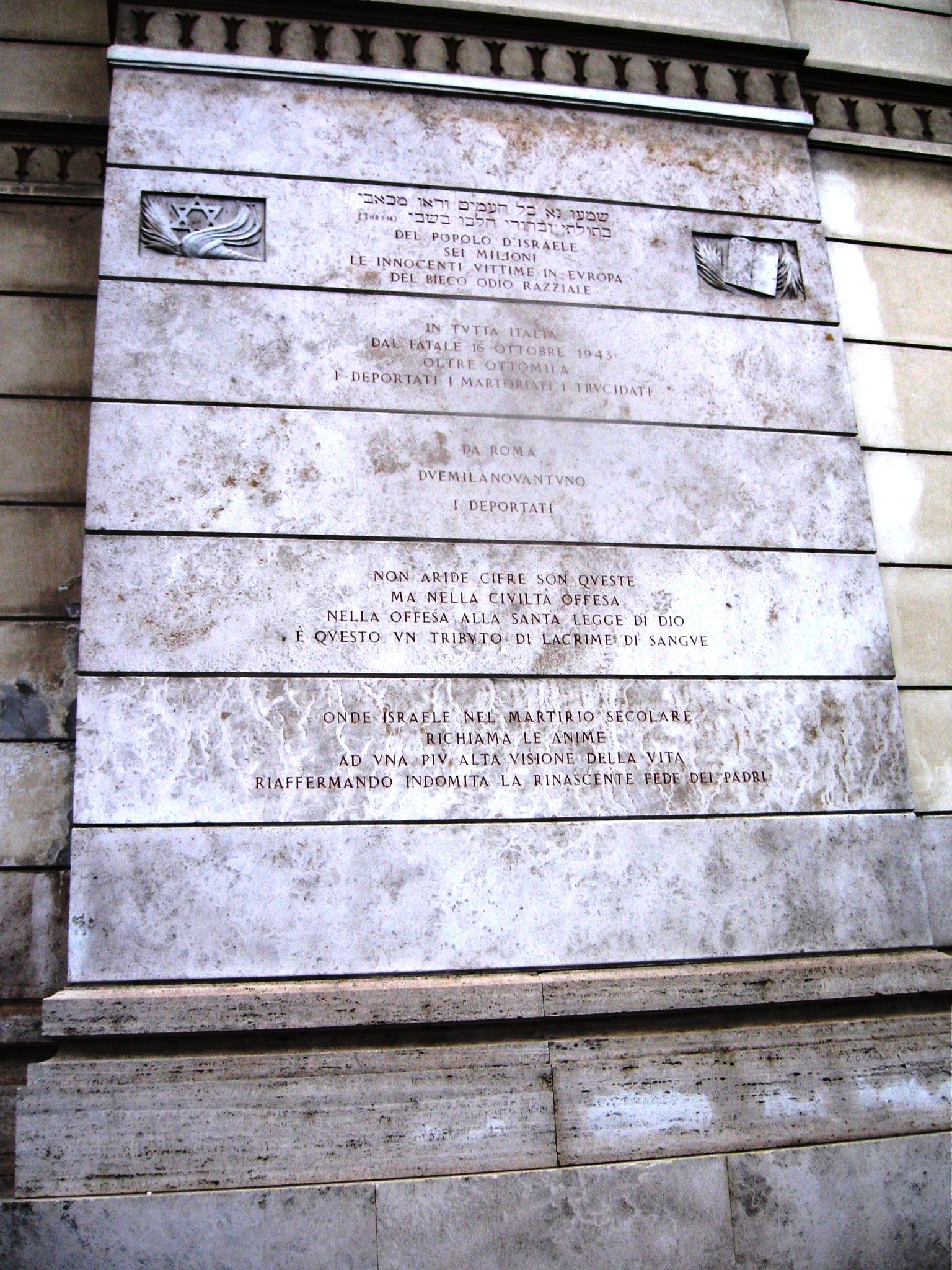
紀念大屠殺和對隔都襲擊的銘文
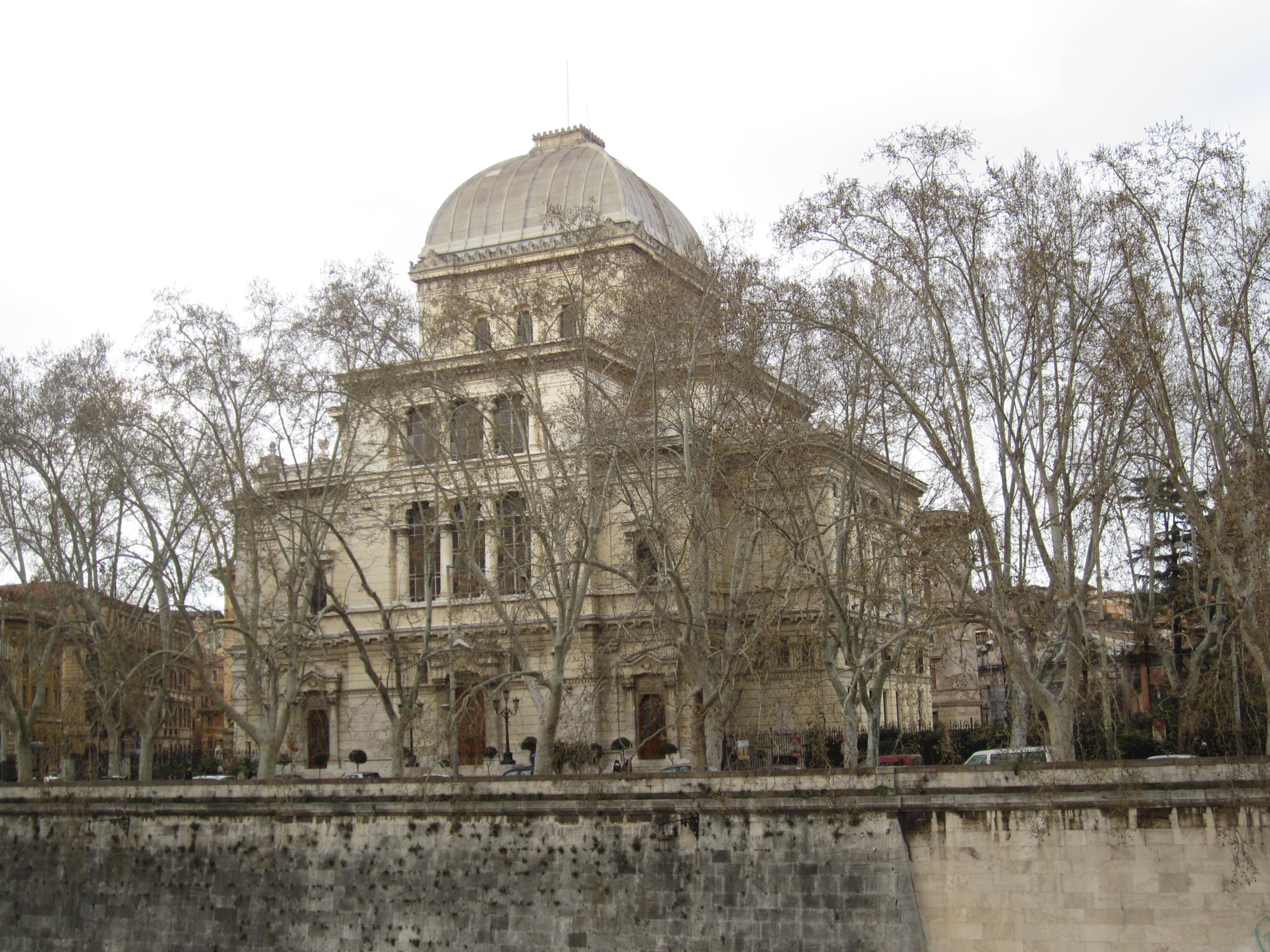
建築南面，面向台伯河
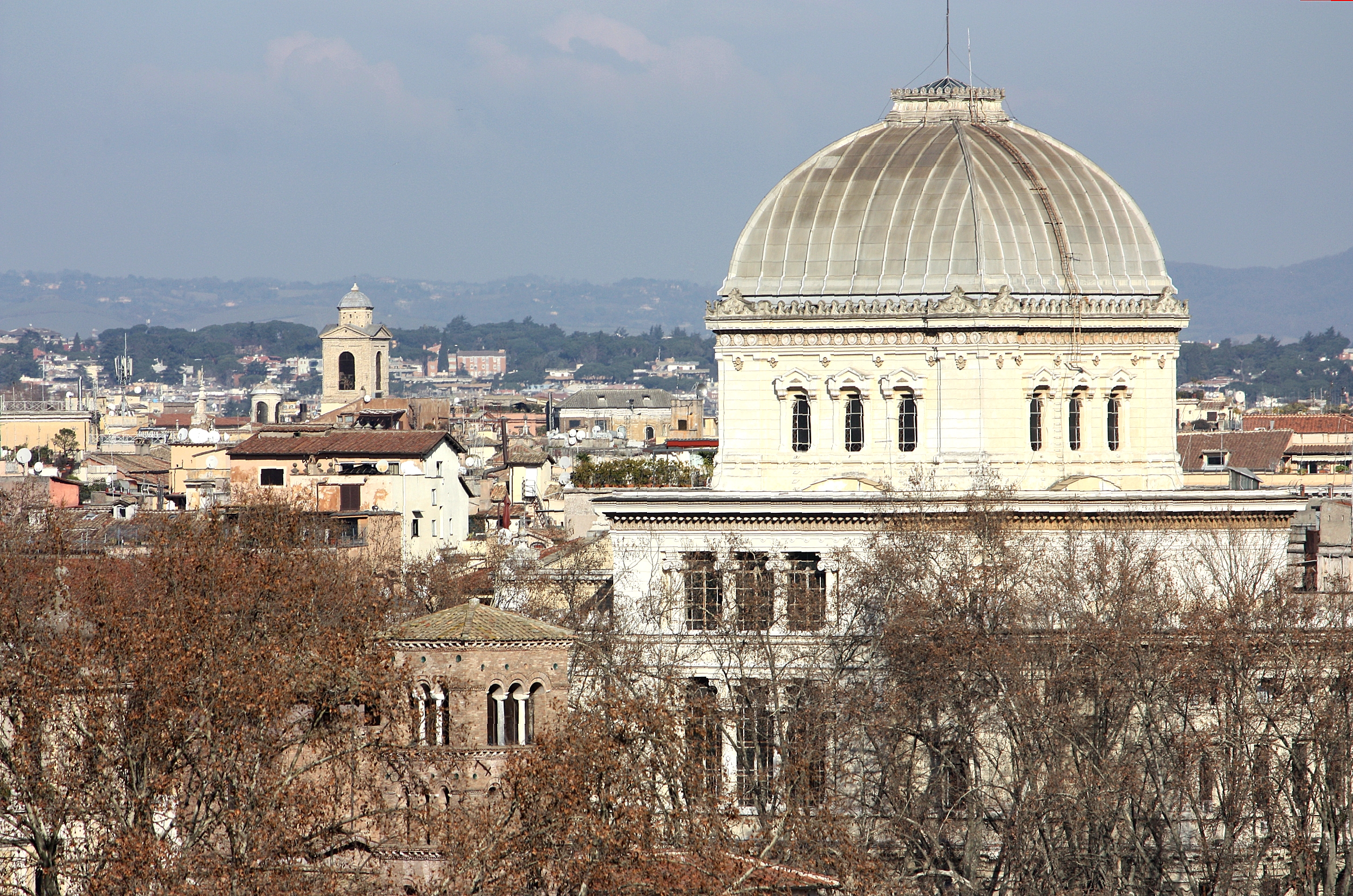
猶太會堂的方形圓頂

### 猶太人博物館

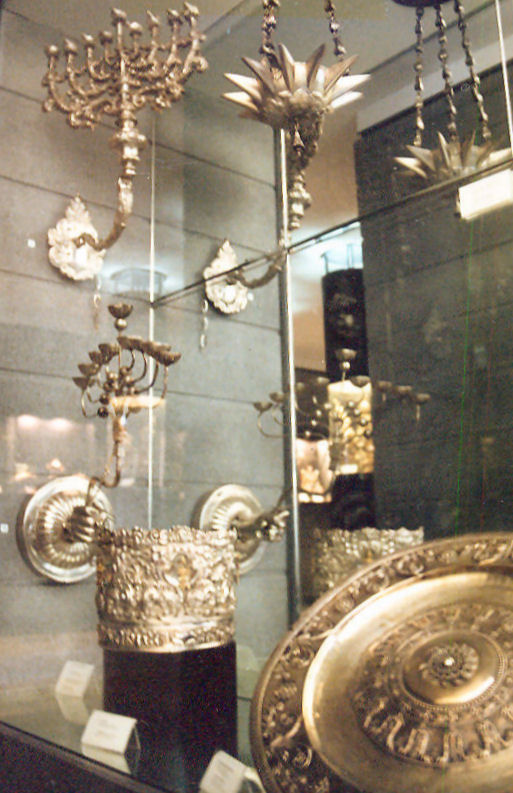
博物館內的銀器
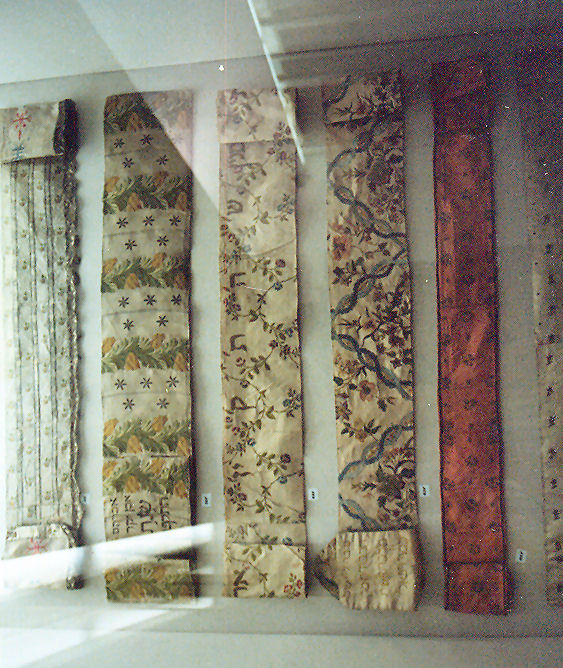
包裹妥拉捲軸（英语：Scroll of the Law）的刺繡
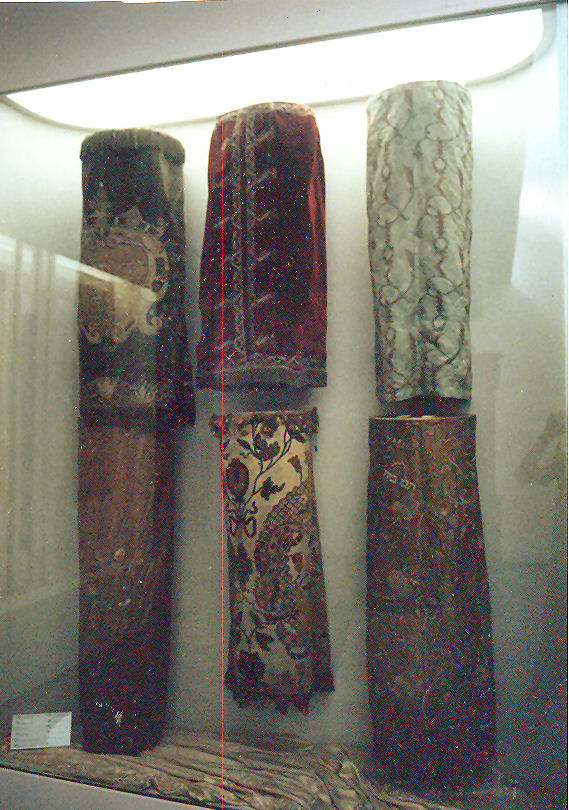
包裹妥拉捲軸的天鵝絨
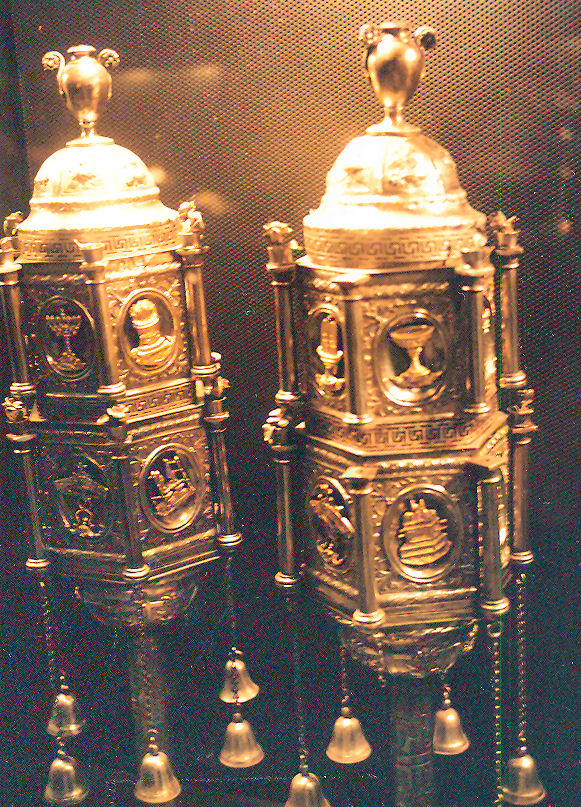
妥拉捲軸上的鈴

## 外部連結
- （英語） Great Synagogue of Rome (Contact, Map, Images and history) （页面存档备份，存于）
- （義大利語） Museum adjacent to Synagogue （页面存档备份，存于）